# Qingjiangqiao
Qingjiangqiao är en ort i Kina. Den ligger i provinsen Hunan, i den södra delen av landet, omkring 260 kilometer sydväst om provinshuvudstaden Changsha. Antalet invånare är 1 090.
Runt Qingjiangqiao är det tätbefolkat, med 266 invånare per kvadratkilometer. Närmaste större samhälle är Baisha, 10,6 km sydväst om Qingjiangqiao. I omgivningarna runt Qingjiangqiao växer i huvudsak blandskog.
Genomsnittlig årsnederbörd är 1 613 millimeter. Den regnigaste månaden är maj, med i genomsnitt 233 mm nederbörd, och den torraste är oktober, med 38 mm nederbörd.